# 東京都管理職選考試験事件
東京都管理職選考試験事件（とうきょうとかんりしょくせんこうしけんじけん）とは日本の地方公務員管理職選考に絡む訴訟のこと。

## 解説
保健婦として東京都に採用されていた在日韓国人2世の鄭香均が、1994年から1995年にかけて管理職への昇任試験を受験しようとしたところ、受験資格の国籍条項を理由に東京都から受験を拒否された。これに対し鄭香均が決定は不当だとして、東京都に200万円の慰謝料支払いなどを求め提訴した。
1996年5月16日の判決で、東京地方裁判所（遠藤賢治裁判長）は、東京都の管理職受験拒否は違憲・違法ではないとした。
1997年11月26日の判決で、東京高等裁判所（石井健吾裁判長）は、違憲・違法とし、東京都に対し40万円の支払いを命じる判決を言い渡した。
2005年1月26日、最高裁判所大法廷（裁判長裁判官・町田顯最高裁判所長官）は、地方公務員法において日本に在留する外国人の一般職への採用が認められることを確認し、他方で「地方公務員のうち、住民の権利義務を直接形成し、その範囲を確定するなどの公権力の行使に当たる行為を行い、若しくは普通地方公共団体の重要な施策に関する決定を行い、又はこれらに参画することを職務とするもの」（「公権力行使等地方公務員」）については「国民主権の原理に基づき、原則として日本の国籍を有する者が公権力行使等地方公務員に就任することが想定されているとみるべき」であり、「我が国以外の国家に帰属し、その国家との間でその国民としての権利義務を有する外国人が公権力行使等地方公務員に就任することは、本来我が国の法体系の想定するところではない」とし、日本国籍保有者に限ることは違憲とはいえない旨を判示し、管理職への外国人登用の一律禁止を違憲とした原判決を破棄し、原告の請求を棄却した。
兄である鄭大均は、原告である妹を批判した上で、日本への帰化を勧めている。

## 関連書籍
- 鄭香均『正義なき国、「当然の法理」を問いつづけて　都庁国籍任用差別裁判の記録』明石書店 2006年2月 ISBN 978-4750322858